# گئورگ مانوک
گئورگ مانوک (ارمنی: Ջորջ Մանուկ؛ زاده ۱۷۶۵ – درگذشته ۱۸۲۷) بازرگان ارمنی مقیم جاوه که در میان ثروتمندترین چهره‌های هند شرقی هلند بود و در چندین مورد به دولت هلند مبالغ هنگفتی قرض داد و هنگامی که درگذشت پنج میلیون گیلدر ثروت داشت.

## زندگی‌نامه
در ۱۷۶۳ یا ۱۷۶۷ میلادی در نو جلفا، اصفهان به دنیا آمد و در ۲۴ اکتبر ۱۸۲۷ در باتاویا درگذشت.